# Leo Lovaert
Leonard Lovaert (Nevele, 11 maart 1802 – Gent, 21 augustus 1872) was een Belgisch orgelbouwer, lid van de orgelbouwers familie Lovaert.

## De familie Lovaert, orgel- en beiaardbouwers
Leonard Lovaert was de eerste en bekendste Nevelse orgelbouwer.  Hij wordt beschouwd als de beste orgelbouwer uit de familie Lovaert. Zijn vader Clément (Poesele, 25 april 1763 - Nevele, 12 maart 1735) was smid in het dorp Nevele. Zijn grootvader en overgrootvader langs vaderszijde waren wagenmakers langs de (huidige) Bredeweg te Poesele.
Het is niet duidelijk bij wie Lovaert zijn stiel geleerd heeft. Reeds in 1823 wordt hij vermeld als orgelbouwer. Zijn eerste orgel dateert uit 1833 (Markegem). Het lijkt dus aannemelijk dat hij bij een orgelbouwer (Van Peteghem?) in de leer was vooraleer hij zich als zelfstandig orgelbouwer vestigde. Organoloog P. Roose sluit niet uit dat Lovaert contacten heeft gehad met de bekende orgelbouwersfamilie Van Peteghem. Er zijn namelijk wel gelijkenissen met het werk van de Van Peteghems, maar tegelijkertijd zijn er evenveel aspecten die eerder duiden op Lovaerts eigenwijze zin voor improvisatie en onderzoek. Dit wordt trouwens bevestigd door de octrooien die aan hem werden verleend in 1838 en 1839 voor de 'verbetering van een stelsel van orgel' en 'eenen middel dienende om looden dakgoten op de daken der kerken en andere gebouwen aenteleggen en te plaetsen, zonder daertoe het vuer te hoeven gebruiken'. De Nevelse Lovaertkenner Antoine Janssens vermoedt dan ook dat Lovaert zijn loden orgelpijpen zelf fabriceerde, daar waar andere tijdgenoten orgelbouwers hun pijpen meestal inkochten.
De drie zonen van Leo Lovaert werden eveneens orgelbouwers:
- Evarist (Nevele, 13 april 1829 - Charleroi, 27 januari 1883)
- Louis (Nevele, 28 december 1830 - Gent, 21 april 1884)
- Xaveer (Nevele, 10 februari 1835 - na 1886)

De Lovaerts hebben op een originele wijze het rococo ontwikkeld tot preromantiek. Men kan ze situeren binnen de orgelbouwers die bouwden in een voorzichtige classicistisch-romantische stijl.  De romantische orgelbouwers met een meer classicistische instelling onderscheiden zich door hun gevoel voor continuïteit in de evolutie en door hun respect voor de orgelbouwers van vorige generaties.

## Werklijst orgels
Hieronder volgt een lijst van fam. Lovaerts werken:
- 1831: Poeke, Sint-Lambertuskerk
- 1833: Markegem, zijn eerste orgel.  Het orgel werd verkocht in 1895.
- 1833: Vosselare, Sint-Eligiuskerk, nieuw orgel (vernield in de Eerste Wereldoorlog).
- 1834: Gontrode, Sint-Bavokerk, nieuw orgel
- 1835: Lemberge, nieuw orgel
- 1835: Nevele, Sint-Mauritus- en Gezellenkerk, onderhoud en uitbreiding
- 1837: Ronsele, Sint-Gangulfuskerk, nieuw orgel
- 1841: Markegem, herstelling
- 1842: Desteldonk, O.L.V.-Geboortekerk, onderhoud
- 1842: Afsnee, nieuw orgel
- 1844: Ursel, herstelling
- 1845: Moerbeke (Geraardsbergen), nieuw orgel
- 1846: Marialoop (Meulebeke), Onze-Lieve-Vrouw Bezoeking en Sint-Leokerk, nieuw orgel
- 1849: Elst (Brakel), Sint-Apolloniakerk, nieuw orgel
- 1850: Machelen, Sint-Michiel-en-Cornelius-en-Ghislenuskerk, uitbreiding
- 1852: Opbrakel, sinds 1989 in college van Oudenaarde
- 1854: Onkerzele, Sint-Martinuskerk nieuw orgel
- 1854: Gent, Sint-Anna-kapel, onderhoud door zoon Evarist Lovaert (staat nu in Langemark, Madonna, O.-L.-Vrouwkerk.
- 1855: Grotenberge, neogotische orgelkast ontworpen door priester Jan-August Clarysse
- 1856: Gent, Sint-Michielskerk, herstelling blaasbalg door zoon Louis Lovaert
- 1856: Eeklo, Sint-Vincentius-martelaarskerk (duidelijk geïnspireerd door het Cavaillé-Coll-orgel in Gent), nieuw orgel
- 1857: Kluizen (Evergem), Onze-Lieve-Vrouw-Geboortekerk, nieuw orgel
- 1857: De Pinte, Sint-Nicolaas van Tolentijnkerk, nieuw orgel tussen 1857 en 1872 (juiste datum onbekend)
- 1857: Lotenhulle, uitbreiding
- 1858: Asper, nieuw orgel
- 1861: Sint-Martens-Latem, nieuw orgel
- 1863: Vosselare, onderhoud
- 1865: Wippelgem (Evergem), nieuw orgel
- 1865: Nevele, uitbreiding
- 1867: Gent, Sint-Michielskerk, herstelling
- 1867: Vinderhoute, Sint-Bavokerk
- 1868: Watervliet, herstelling
- 1868: Deurle, uitbreiding
- 1869: Zonnegem, nieuw orgel (laatste orgel van Leonard)

Nog enkele werken zijn ongedateerd:
- ca. 1864??: Kalken, uitbreiding, vermoedelijk door zoon Evarist Lovaert
- 18??: Hemiksem, herstelling. Wellicht is het orgeltje afkomstig uit een of ander klooster.  Het geraakte in het bezit van de Gentse organist Gabriël Verschraegen die het in 1950 verkocht aan de parochie Hemiksem-Statie.
- 18??: Denderwindeke, nieuw orgel
- 18??: Krokegem (Asse), nieuw orgel

Vanaf 1870 zijn het de zonen van Leonard die volgende werkzaamheden uitvoeren:

### Orgels door Louis
- 1870: Poesele, nieuw orgel
- 1870: Nevele, herstelling (blaasbalg)
- 1871: Nieuwenhove (Geraardsbergen), nieuw orgel
- 1872: Ruiselede, nieuw orgel
- 1872: Zevergem, herstelling (blaasbalg)
- 1873: Zwijnaarde, herstelling (blaasbalg)
- 1874: Zomergem, uitbreiding
- 1876: Vinderhoute, nieuw orgel
- 1878: Aarsele, herstelling (blaasbalg)
- 1880: Wippelgem (Evergem), herstelling en onderhoud

### Orgels door Xaveer
- 1886: Sint-Lievens-Houtem, herstelling
- 1887: Gontrode, uitbreiding